# Abarema turbinata
Abarema turbinata es una especie de planta de la familia Fabaceae endémica de Brasil.
Es una especie restringida a los remanentes de las selvas costeras atlánticas y de restinga, a lo largo de la costa de Bahía, entre 14 y 16º Lat S.

## Taxonomía
Abarema turbinata fue descrita por (Rose & Leonard) Barneby & J.W.Grimes y publicado en Memoirs of The New York Botanical Garden 74(1): 94. 1996.
Sinonimia
- Pithecellobium turbinatum Benth. 1846
- Pithecolobium turbinatum Benth.[6]